# Adam Nüssel
Adam Nüssel (* 17. April 1897 in Hohenknoden, heute Bad Berneck im Fichtelgebirge; † 25. September 1962 ebenda) war ein deutscher Politiker der CSU und Mitglied des Bayerischen Landtags in der ersten Wahlperiode.

## Leben
In seiner Jugend führte Nüssel das landwirtschaftliche Anwesen seines Vaters, welcher früh verstarb. Er besuchte die Landwirtschaftsschule in Wunsiedel, 1916 wurde in den Heeresdienst eingezogen und diente als Soldat im Ersten Weltkrieg. 1920 übernahm er den familiären Hof in Eigenbesitz und war als wirtschaftspolitischer Vertreter im bäuerlichen Verbandswesen tätig. Ab 1933 kämpfte er gegen die NSDAP an, wodurch er insgesamt viermal in Haft geriet. Nach dem Krieg war er Vorsitzender der Molkereigenossenschaft Bayreuth.
Sein Sohn Simon Nüssel war später Staatsminister für Ernährung, Landwirtschaft und Forsten. Sein Enkel ist Manfred Nüssel.

## Politik
1945 berief man Nüssel zum Bürgermeister in Bayreuth. Später wurde er Mitglied des Kreistags und dessen Vorsitzender sowie Landrat des Landkreises Bayreuth. 1946 gehörte er zunächst dem Beratenden Landesausschuss, dem Vorparlament, später der Verfassunggebenden Landesversammlung an. Bei der Landtagswahl gewann er ein Mandat im ersten Bayerischen Landtag der Nachkriegszeit. Nach einer Wahlperiode schied er aus dem Parlament aus.